# Hermandad de Humildad y Paciencia (San Fernando)

## Venerable Hermandad y Cofradía de Penitencia del Santísimo Cristo de Humildad y Paciencia, María Santísima de las Penas, San Juan Evangelista y María Magdalena.
En el primer paso se representa una alegoría, puesto que no representa ningún momento de la Pasión. Se supone que una vez llegado al monte Calvario, Cristo está sentado sobre una peña, esperando su crucifixión, abrazando la Cruz con el brazo izquierdo, símbolo de la salvación del mundo, y ofreciéndola con la mano derecha con gesto sereno y tranquilo, al pueblo que lo venera, demostrando que el camino para llegar a él es la Cruz. Junto a él aparece un ángel confortador de rodillas, dándole a beber un cáliz. Se presenta con cabellos y alas doradas y arrodillado, ofrece a Cristo con su mano derecha, el cáliz de la vida, momentos antes de ser crucificado.
En el segundo, Dolorosa bajo palio, acompañada de San Juan, que aparece a la izquierda de la imagen, y María Magdalena, la cual se sitúa a la derecha, representando las tres figuras más simbólicas en el momento de la Crucifixión de Cristo.

## Imágenes titulares
Santísimo Cristo de la Humildad y Paciencia: imagen de talla completa en madera, de estilo barroco. Mide 1,20 metros. La talla D. Alfonso Berraquero García en el año 1988. Potencias realizadas en alpaca sobredorada.
María Santísima de las Penas: es también obra de D. Alfonso Berraquero García, tallada en el año 1987. Es una imagen dolorosa de candelero, para vestir, erguida, realizada en madera. Corona de alpaca, donada por la Asociación de Vecinos Rafael Barcelo. Saya bordada en oro entrefino por los miembros de la Junta de Gobierno.

## Imágenes Titulares
San Juan Evangelista: realizada por D. Alfonso Berraquero García en el año 1990.
María Magdalena: realizada por D. Alfonso Berraquero García en el año 1990.
La imagen del ángel: fue realizada también por Alfonso Berraquero en 1992.

## Pasos
Paso de misterio: Está realizado en maderas nobles y con relieves del Vía Crucis, con respiraderos de metal cincelado y plateado, obra del orfebre Villarreal. Este paso fue adquirido a la Hermandad de la Vera-Cruz de San Fernando en el año 1987. Fue realizado aproximadamente sobre el año 1939. Fue realizado por los hermanos Rugero, integrantes de la hermandad de la Vera-Cruz. En el año 1999 se restauró la mesa. Mide aproximadamente 4,30 metros de largo y 2,15 metros de ancho.
Paso de palio: Procede de los talleres de Hijos de Juan Fernández. Está realizado en alpaca plateada. El paso es de estilo barroco los respiraderos tienen en su frontal una capilla doble con las imágenes policromadas de San Servando y San Germán. Sobre los respiraderos, en su parte frontal se ubica una imagen en madera policromada de la Virgen del Carmen. La decoración de los respiraderos se completa con unas cartelas con símbolos alusivos a las letanías del Rosario. Procesionó por primera vez en 1999. sus medidas son aproximadamente 3,90 metros de largo por 2,30 metros de ancho.

## Escudo
Cruz arbórea, sin Cristo, significado de la Resurrección, enmarcada por dos palmas, simbología de los dos Titulares de la Parroquia. En el interior de éstas, el anagrama de JHS Y AVE MARIA, enmarcados por dos coronas de espinas, símbolo de la Pasión de Nuestro Señor Jesucristo y el dolor de su Santísima Madre. Todo ello en el interior de una orla.

## Túnicas
Blancas con fajín y botonadura azul. Los miembros de Junta llevan capa azul.

## Atributos
Bandera, con bordados sobre terciopelo azul (Mariano Arce Camacho, 1990).
Senatus, en terciopelo bordado (Mariano Arce, 1990).
Banderín del Grupo Joven (Mariano Arce, Cádiz).

## Acompañamiento musical
Acompañamiento musical paso de misterio:
2024: Agrupación Musical Ecce Mater (Cádiz).
2023: Agrupación Musical El Carpio (Córdoba). 
2022: Agrupación Musical Muchachos de Consolación (Utrera - Sevilla).
2019 - 2021: Agrupación Musical los Remedios (Chiclana - Cádiz). 
2016 - 2018: Agrupación Musical Ecce Mater (Cádiz).
2014 - 2015: Agrupación Musical Santa Cecilia (Sevilla).
2013: Agrupación Musical María Santísima de los Dolores "El Rescate" (Linares - Jaén).
2011 - 2012: Agrupación Musical Virgen de las Penas (San Fernando - Cádiz).
2010: Banda de Música Maestro Escobar (Cádiz).
2003 - 2009: Agrupación Musical del Santísimo Cristo de Humildad y Paciencia (San Fernando - Cádiz).
1999 - 2002: Agrupación Musical Isla de León (San Fernando - Cádiz).
1996 - 1998: Banda de Música "Agripino Lozano" (Antigua Cruz Roja) - AC Maestro Agripino Lozano (San Fernando - Cádiz).
1990 - 1995:
1988 - 1989: Banda de Cornetas y Tambores Gran Poder (San Fernando - Cádiz).
Acompañamiento musical paso de palio:
1999 - 2023: Banda de Música "Agripino Lozano" (Antigua Cruz Roja) - AC Maestro Agripino Lozano (San Fernando - Cádiz).

## Marchas procesionales dedicadas
Bandas de música
- Virgen de las Penas, de José Chamorro y Daniel Batista, en 1991.
- Humildad Paciencia y Penas, de José Ribera Tordera, en 1996.
- Amarga Espera, de José González García, en 1999.
- Penas Tras tu Palio, de Raúl Batista Maceas.
- En la Humildad de tus Penas,
- Humildad en tus Penas,

Agrupación musical
- Al Señor de la Humildad, de Emilio Muñoz Serna, en 2001.
- A Nuestra Señora de las Penas, de Emilio Muñoz Serna, en 2004.
- A la Humildad de un Barrio, de Manuel J. González, en 2016
- Cáliz de Humildad, de José Manuel Sánchez Crespillo, en 2018.
- Humildad y Paciencia, de Francisco Bermejo Vallejo.
- Santísimo Cristo de Humildad y Paciencia,

## Recorrido (Modificado según año)
Avenida Ponce de León, Avenida Al-Ándalus, Rotonda de Hornos Púnicos, Benjamín López, Cascos Azules de la Isla, Guardiamarina, Colegio Naval Sacramento, Cecilio Pujazón, Calderón de la Barca, Sánchez Cerquero, Real, San José, Desamparados, Dolores, Pérez Galdós, Capataz Nicolás Carrillo, Real, CARRERA OFICIAL, Real, Sánchez Cerquero, General Valdés, Alameda Moreno de Guerra, Real, Manuel de Arriaga, San Joaquín, Plaza General Menéndez Pidal, Jovellanos, San Juan de la Cruz, Avenida Duque de Arcos, Avenida Ponce de León y a su Templo.
- Datos: Q5895039